# Lorenzana
Lorenzana (galicisk: Lourenzá) er en kommune i det nordvestlige Spanien i provinsen Lugo. Den har et indbyggertal på 2.098 (2024) indbyggere.